# Gewöhnlicher Wieselmaki
Der Gewöhnliche Wieselmaki (Lepilemur mustelinus) ist eine auf Madagaskar lebende Primatenart aus der Gruppe der Wieselmakis innerhalb der Lemuren.

## Merkmale
Gewöhnliche Wieselmakis erreichen eine Kopfrumpflänge von 22 bis 30 Zentimeter, der Schwanz wird 23 bis 27 Zentimeter lang. Das Gewicht beträgt etwa 0,8 bis 1,2 Kilogramm. Ihr Fell ist an der Oberseite braun oder graubraun gefärbt, das Gesicht, die Kehle und der Bauch sind hellbraun. Der Schwanz ist ebenfalls bräunlich und wird zur Spitze hin dunkler. Der Kopf ist rundlich, die Augen sind vergrößert, die Hinterbeine verlängert.

## Verbreitung und Lebensraum
Gewöhnliche Wieselmakis bewohnen die mittlere Region der madagassischen Ostküste, ungefähr zwischen den Flüssen Onibe im Norden und Onive und Mangoro im Süden. Seit der Entdeckung neuer Wieselmaki-Arten an der Ostküste Madagaskars ist ihr genaues Verbreitungsgebiet unklar und bedarf weiterer Forschung. Lebensraum dieser Art sind tropische Regenwälder.

## Lebensweise
Gewöhnliche Wieselmakis sind wie alle Wieselmakis nachtaktiv. Tagsüber schlafen sie in Baumhöhlen oder in selbstgemachten Blätternestern. Sie sind vorwiegend Baumbewohner, dort bewegen sie sich senkrecht kletternd und springend fort und halten sich meist auf senkrecht verlaufenden Stämmen oder Ästen fort. Sie leben einzelgängerisch und bewohnen kleine, stabile Reviere, die sie vehement zumindest gegen gleichgeschlechtliche Artgenossen verteidigen.
Ihre Nahrung besteht vorwiegend aus Blättern, daneben nehmen sie auch Früchte und Blüten zu sich.
Zwischen September und Dezember bringt das Weibchen nach einer rund 135-tägigen Tragzeit meist ein einzelnes Jungtier zur Welt. Dieses wird mit vier Monaten entwöhnt und mit rund 1,5 Jahren geschlechtsreif.

## Gefährdung
Hauptbedrohung der Gewöhnliches Wieselmakis ist die Zerstörung ihres Lebensraums, in geringerem Ausmaß kommt auch die Jagd hinzu. Es besteht die Vermutung, dass die Art durch diese Umstände einen 30-prozentigen Populationsrückgang erlebt. Seit 2020 listet die IUCN die Art als gefährdet (vulnerable).